# Enderleinellus extremus
Enderleinellus extremus är en insektsart som beskrevs av Ferris 1920. Enderleinellus extremus ingår i släktet Enderleinellus och familjen ekorrlöss. Inga underarter finns listade i Catalogue of Life.